# بابی روسو
بابی روسو (انگلیسی: Bobby Rousseau؛ زادهٔ ۲۶ ژوئیهٔ ۱۹۴۰) بازیکن هاکی روی یخ اهل کانادا است.
وی همچنین برندهٔ جوایزی همچون جام استنلی شده‌است.
از باشگاه‌هایی که در آن بازی کرده‌است می‌توان به مونترآل کانادینز و نیویورک رنجرز اشاره کرد.